# Saint-Mamert-du-Gard
Saint-Mamert-du-Gard is een gemeente in het Franse departement Gard (regio Occitanie). De plaats maakt deel uit van het arrondissement Nîmes. Saint-Mamert-du-Gard telde op 1 januari 2022 1.617 inwoners.

## Geografie
De oppervlakte van Saint-Mamert-du-Gard bedroeg op 1 januari 2022 14,35 vierkante kilometer; de bevolkingsdichtheid was toen 112,7 inwoners per km².

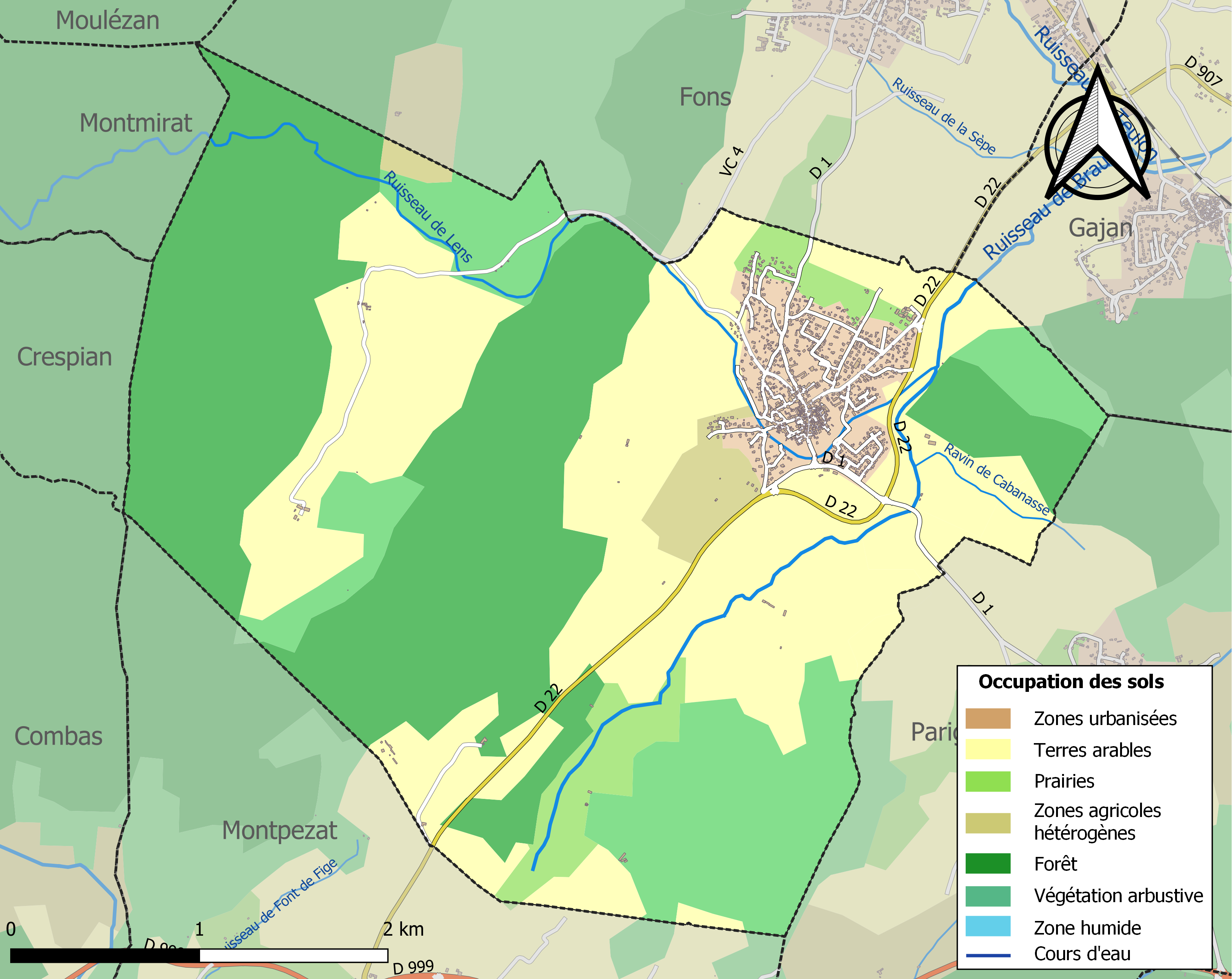
Kaart van de gemeente met belangrijkste infrastructuur, bodemgebruik en omliggende gemeenten

## Verkeer
Het spoorwegstation Fons - Saint-Mamert bevindt zich in de aanpalende gemeente Fons.

## Demografie
Onderstaande figuur toont het verloop van het inwonertal (bron: INSEE-tellingen).